# Numilog (entreprise)
Numilog est une entreprise algérienne de transport et de la logistique créée en 2007 et appartenant au Groupe Cevital.

## Histoire
Numilog est créée en 2007 par l'industriel Issad Rebrab, elle est une filiale du groupe Cevital. 
En septembre 2015, Numilog s'implante au Maroc, avec un objectif d'être dans le top trois des opérateurs logistiques au Maroc. 
En avril 2016, Numilog inaugure un entrepôt moderne en France à Saint-Martin-de-Crau, d'une surface de 46 600 m2 et de 11,60 m de hauteur[réf. nécessaire]

## Activités
Numilog dispose en Algérie de 130 000 m2 de surface d'entreposage constituées de trois plates-formes de tri à Bouira, Oran et Constantine, trois agences de transport à Bouira, Oran et Béjaïa et trente-cinq centres logistiques régionaux. 
La plateforme de Bouira d'une surface 75 000 m2, dont 28 000 m2 à température dirigée, la plus grande en Afrique. Construite selon les normes internationales, elle permet le chargement et déchargement des camions en moins de demi-heure.